# Archidiecezja L’Aquili
Archidiecezja L’Aquili (łac. Dioecesis Aquilanus) – archidiecezja Kościoła rzymskokatolickiego we Włoszech, w regionie kościelnym Abruzja-Molise.
Została erygowana jako diecezja 20 lutego 1257, od 1876 w randze archidiecezji. 15 sierpnia 1972 została podniesiona do rangi metropolii.